# Мохито
Мохито (шп. Mojito) је коктел од белог кубанског рума, сока лимете, свеже нане, шећера шећерне трске, сода воде или минералне воде и изломљеног леда. Коктел се често састоји од пет састојака: белог рума, шећера (традиционално сок од шећерне трске), сока од лимете, газиране воде и нане. Његова комбинација слаткоће, цитруса и зељастог укуса менте је намењена да допуни рум и учинила је мохито популарним летњим пићем.
Мохито се појавио на Куби између 1910. и 1920. Сматра се да је локал Бодегита дел Медио (La Bodeguita del Medio) у Хавани место где је настао оригинални рецепт 1946. Име коктела је комбинација речи влажан (mojadito) и имена кулинарског соса мохо (mojo), што одговара карактеру овог тропског и егзотичног пића.
Популарности овог коктела допринео је писац Ернест Хемингвеј, који је био стални посетилац барова у Хавани. Постоје верзије коктела које су сличне Мохиту, чак и безалкохолне. Мохито без листова менте се назива Рум Колинс.
Када се спрема мохито, свеж сок од лимете се додаје у шећер (или у једноставан сируп) и листове нане. Смеша се затим нежно изгњечи мешачем. Листове менте треба само згњечити да би се ослободила есенцијална уља и не треба их сецкати. Затим се додаје рум и мешавина накратко промеша да се шећер раствори и да се листови нане подигну са дна ради боље презентације. На крају, пиће је преливено уситњеним ледом и газираном водом. За украшавање стакла користе се листови менте и кришке лимете.
На Куби, мента која се користи за прављење мохита је најчешће Mentha × villosa (на Куби се зове Јерба Буена или Хиербабуена) која има лагану арому менте/цитруса, али се изван Кубе често користи метвица која има јачу арому менте.

## Историја
Хавана, Куба, је родно место мохита, иако је његово тачно порекло предмет дебате. Било је познато се да локални јужноамерички Индијанци имају лекове за разне тропске болести, те се мала група искрцала на Кубу и вратила се са састојцима за ефикасан лек. Састојци су били aguardiente de caña (у преводу „горућа вода“, сирови облик рума направљен од шећерне трске) помешан са локалним тропским састојцима: лиметом, соком од шећерне трске и наном. Сок од лимете сам по себи би значајно спречио скорбут и дизентерију, а тафија/рум је убрзо додат пошто је постао широко доступан Британцима (око 1650). Нана, лимета и шећер су такође били од помоћи у скривању оштрог укуса овог пића. Друга теорија је да га је измислио сер Франсис Дрејк. Коктел „Ел Дрејк“ је припремљен са брендијем. Иако се ово пиће у то време није звало мохито, то је била оригинална комбинација његових састојака.
Неки историчари тврде да су афрички робови који су радили на кубанским пољима шећерне трске током 19. века били кључни за настанак коктела. Гуарапо, сок од шећерне трске који се често користи у мохиту, био је популарно пиће међу робовима који су му дали име. Ово пиче није првобитно садржавао сок од лимете.
Постоји неколико теорија о пореклу имена мохито: једна таква теорија сматра да се назив односи на мохо, кубански зачин направљен од лимете који се користи за ароматизирање јела. Друга теорија је да је назив мохито једноставно дериват од мохадито (шпански за „благо влажан“), деминутив од мохадо („мокро“).
Мохито је рутински представљан као омиљено пиће аутора Ернеста Хемингвеја. Такође се често говорило да је Хемингвеј прославио бар под називом Ла Бодегита дел Медио када је постао један од његових сталних гостију и написао „Мој мохито у Ла Бодегити, мој дајкири у Ел Флоридити“ на зиду бара. Овај епиграф, руком писан и потписан његовим именом, опстаје упркос сумњама које су изразили Хемингвејеви биографи у вези са таквим покровитељством и ауторовим укусом за мохитое. Ла Бодегита дел Медио је познатија по храни него по пићу.
Истраживање међународне компаније за истраживање тржишта показало је да је 2016. године мохито био најпопуларнији коктел у Британији и Француској.

## Варијације
Познато је да неки хотели у Хавани користе шећер у праху са листовима нане, а не гранулирани шећер, јер се први лакше раствара, док многи објекти уместо тога користе једноставан сируп. „Розе мохито”, који је варијација мохита која садржи алкохол са укусом руже, Ланик, први пут је креиран у Албертс Шлосовом бару у Манчестеру, у Енглеској. Мохито без алкохола се зове „девичански мохито“ или „нохито“. Кохито додаје арому кокоса, често кроз употребу рума са укусом кокоса. Прљави мохито захтева златни рум уместо белог рума и употребу сировог шећера или шећера демераре. Демерара је светлосмеђи, делимично рафинисани шећер који се производи од прве кристализације током прераде сока од трске у кристале шећера. Додавање овога у мохито даје му укус налик на карамелу. Мохито са тамним румом једноставно захтева да се уместо белог користи тамни рум.
У Мексику, бренд текиле Дон Хулио нуди „мохито бланко“ једноставном заменом рума текилом.
У Перуу постоје варијације мохита које се праве додавањем воћа као што је грејпфрут, који се зове „мохито де тороња“, или са маракујом, који се зове „мохито де маракуја“. Многи ресторани их служе ова пића, а ови додати састојци побољшавају коктел и његов оригинални укус. Неки други плодови се налазе у другим рецептима за мохито: крушке, малине и поморанџе. Пире од таквог воћа се такође може
користити уместо целог воћа. Мохито са јагодама укључује гњечене јагоде; даље одступање у овом правцу замењује џин за лагани рум и лимунов сок за сок од лимете и додаје тоник.